# خضير (صنعاء القديمة)
حارة خضير هي إحدى حارات مدينة صنعاء القديمة، بلغ تعداد سكانها 245 نسمة حسب تعداد اليمن لعام 2004.